# Écrammeville

Écrammeville este o comună în departamentul Calvados, Franța. În 1 ianuarie 2018 avea o populație de 208 de locuitori.